# 上田剛史 (バレーボール)
上田 剛史（うえだ つよし、1980年2月8日 - ）は、日本の元男子バレーボール選手。

## 来歴
大分県中津市出身。大分工業高校から愛知学院大学を経て、大学卒業後の2002年にサントリーサンバーズに入団した。
2010年3月、既に引退を表明していた荻野正二と併せ、同期入団の桑田鎮典とともに引退が発表され、2009-2010年Vプレミアリーグをもって現役を引退した。

## 所属チーム
- 大分工業高校
- 愛知学院大学
- サントリーサンバーズ（2002-2010年）